# James Bamber
James Bamber (né à Montréal le 16 novembre 1933 et mort à Halifax le 26 décembre 1992) est un journaliste québécois. 
Il a été reporter et chroniqueur pour Radio-Canada de 1961 à 1992,,. 